# Kendžú tenši
Kendžú tenši (japonsky 拳銃天使) je japonská jednosvazková westernová manga, kterou napsal a ilustroval Osamu Tezuka. Jedná se o jeho první westernovou mangu. Byla vydána 20. dubna 1949 nakladatelstvím Tokodo.

## Příběh
Darebácký policajt Ham Egg kuje plány o spiknutí a převzetí malého města na hranici států Nového Mexika a Arizony. V cestě mu však stojí pouze jedna věc: indiánský ostrostřelec známý pod přezdívkou „Monster“. Tomu pomáhají další dva mladí ostrostřelci, Anna a Jim. Společně bojují proti Hamu Eggovi a jeho bandě, aby skončili s korupcí a osvobodili město. 

## Postavy
- Monster (japonsky モンスター, Monsutá)
- Anna (japonsky アンナ, An'na)
- Jim (japonsky ジム, Džimu)
- Ham Egg (japonsky ハム・エッグ, Hamu Eggu)

## Kritika
V polovině příběhu se objevila romantická scéna, ve které se políbili muž a žena. Jedná se o první takovoutu scénu s polibkem, jež se objevila v japonské dětské manze. V reakci na scénu předseda PTA v Kjótu řekl: „Muž jménem Tezuka, který kreslí tak krutou mangu, je nepřítelem, jenž otravuje děti.“